# خانه بخشیان
خانه بخشیان مربوط به دوره قاجار - دوره پهلوی است و در شهرستان اصفهان، بخش مرکزی، شهر اصفهان، خیابان ابن سینا، کوچه شهشهان، کوچه امام جمعه، پلاک ۲۳ واقع شده و این اثر در تاریخ ۱ اردیبهشت ۱۳۸۸ با شمارهٔ ثبت ۲۶۵۹۲ به‌عنوان یکی از آثار ملی ایران به ثبت رسیده است.